# Robert Wilde
Robert Wilde (* 1969 in Wien) ist ein österreichischer Regisseur und Fotograf, der seit 1997 in Berlin lebt.

## Karriere
Nach seiner Arbeit beim österreichischen Kinderprogramm des ORF in Wien wurde er Regisseur für Musikvideos in Berlin. Auszeichnungen als „Bester Newcomer“ beim Kurzfilmfestival Oberhausen für Suicide Commando von DJ Hell und eine Nominierung beim Pornfilmfestival Berlin waren die Folge.
Einer größeren Öffentlichkeit wurde er durch seine Arbeit als Regisseur und Produzent für das TV-Format Mein neuer Freund und als Co-Autor und Regisseur des Kino-Dokumentarfilms Jonas mit Christian Ulmen bekannt.
2014 rief er die Radiosendung ATOPIA beim partizipativen Bürgersender Alex Offener Kanal Berlin ins Leben, in der er mit Freunden über gesellschaftspolitische Themen diskutiert. 2016 führte er zum ersten Mal Co-Regie am Theater („Wrestling Rita“, Theater zum Fürchten, Regie: Marcus Ganser).
Neben zahlreichen weiteren Arbeiten für das Fernsehen, unter anderem für die heute-show, Luke Mockridge (WDR, Sat.1), und der Produktion eines Piloten seines ersten, eigenentwickelten TV-Formates Psychotherapie, widmet er sich seit 2016 vermehrt der Fotografie. Im April 2017 resultierte daraus eine erste Ausstellung seiner „Aufwach“-Serie „Auf, auf ihr Hasen…“ und die Weiterentwicklung derselben als „I had a dream“ im Circus Hotel Berlin, wo er Menschen direkt nach dem Aufwachen in ihrem Hotelzimmer fotografierte. Für seine Serie „Spiegel.Bilder“ hat er eine Form der Camera obscura mit semipermeablem Spiegel entwickelt, die es ihm erlaubt, Menschen beim Blick in den Spiegel zu fotografieren.
Von Oktober 2019 bis Januar 2020 war Robert Wilde Redaktionsleiter der Sendung „Abendshow“ im rbb Fernsehen mit dem neuen Moderator Ingmar Stadelmann.
Seit 2018 ist er als Producer für neue Formate von heute-show Online verantwortlich.
Außerdem ist er seit 2018 auch als Schauspieler zu sehen (u. a. "jerks" und "Intimate").